# Carthage (Tennessee)
Carthage é uma cidade  localizada no estado norte-americano de Tennessee, no Condado de Smith.

## Demografia
Segundo o censo norte-americano de 2000, a sua população era de 2251 habitantes.
Em 2006, foi estimada uma população de 2237, um decréscimo de 14 (-0.6%).

## Geografia
De acordo com o United States Census Bureau tem uma área de
7,4 km², dos quais 7,4 km² cobertos por terra e 0,0 km² cobertos por água. Carthage localiza-se a aproximadamente 157 m acima do nível do mar.

## Localidades na vizinhança
O diagrama seguinte representa as localidades num raio de 24 km ao redor de Carthage.